# Невідомий в будинку
«Невідомий в будинку» (фр. «L'inconnu dans la maison») — французький фільм режисера Жоржа Лотнера, що вийшов 28 жовтня 1992 року. Фільм знятий за однойменним романом Жоржа Сіменона.

## Сюжет
Відомий адвокат Жак Лурса (Жан-Поль Бельмондо) ось уже десять років як відійшов від справ. Причиною цього стало самогубство його дружини. Залишившись з дочкою Ізабель і економкою в своєму великому особняку, адвокат проводить всі свої дні в своїй заваленій книгами кімнаті з пляшкою вина, лише два рази в тиждень відлучаючись в місцевий бордель. Одного разу, повернувшись вночі додому, він чує постріл і, піднявшись на другий поверх, знаходить в одній з кімнат смертельно пораненого молодого чоловіка, який помирає на його очах. Убитий виявляється безробітним торговцем наркотиками на ім'я Жоель Клоарек. Пістолет, з якого він був убитий, поліція виявляє у приятеля Ізабель, Маню, продавця платівок. Його заарештовують за підозрою у вбивстві, а Лурса, відчуваючи, що поліція йде по помилковому сліду, береться захищати Маню в суді. Поступово під час судових слухань вимальовується зовсім інша картина того, що сталося, і коло підозрюваних розширюється.

## У ролях
- Жан-Поль Бельмондо — Жак Лурса
- Рене Фор — Фін
- Крістіана Реалі — Ізабель Лурса
- Себастьян Тавель — Антуан Маню
- Франсуа Перро — комісар Біне
- Женев'єв Паж — сестра Лурса
- П'єр Верньє — голова суду присяжних
- Жан-Луї Рішар — прокурор
- Жорж Жере — Брунетті

## Знімальна група
- Режисер — Жорж Лотнер
- Сценарій — Жан Лартегі, Жорж Лотнер, Бернар Стора
- Продюсер — Жан-Поль Бельмондо, Ален Сард
- Оператор — Жан-Ів Ле Мене
- Композитор — Франсіс Лей
- Художник — Сільвія Лакерб, Дені Мутеро, Жан-Батіст Пуаро
- Монтаж — Жорж Клотц